# Attention Attention
Attention Attention è il sesto album in studio del gruppo musicale rock statunitense Shinedown, pubblicato il 4 maggio 2018.

## Tracce
1. The Entrance – 0:39
2. Devil – 3:27
3. Black Soul – 3:23
4. Attention Attention – 3:51
5. Kill Your Conscience – 3:52
6. Pyro – 3:51
7. Monsters – 4:08
8. Darkside – 3:53
9. Creatures – 3:56
10. Evolve – 2:57
11. Get up – 4:06
12. Special – 3:44
13. The Human Radio – 4:09
14. Brilliant – 4:34

## Formazione
- Brent Smith – voce
- Zach Myers – chitarra, cori
- Eric Bass – basso, cori
- Barry Kerch – batteria